# 스웨덴 핸드볼 국가대표팀
스웨덴 핸드볼 국가대표팀(스웨덴어: Sveriges landslag i handboll)은 스웨덴을 대표하여 국제 경기에 참가하는 핸드볼 국가대표팀이며, 스웨덴 핸드볼 연맹이 운영하고 있다. 국제적으로 큰 성공을 거둔 핸드볼 국가대표팀 중 하나로 올림픽에서 은메달 4개, 세계 선수권 대회 우승 3회, 유럽 선수권 대회 5회 우승을 차지했다. 1990년부터 2002년까지 모든 올림픽, 세계 선수권 대회, 유럽 선수권 대회 결승전을 치른 기록을 보유하고 있다.
유럽 선수권 대회에서 5회 우승을 달성 하여 역대 유럽 핸드볼 선수권 대회 최다 우승 기록을 세웠으며, 세계 선수권 대회에서 금메달 3개, 은메달 4개, 동메달 4개를 획득하여 최다 메달 획득 기록을 세웠다. 반면 올림픽에서는 4회 결승 진출했으나 모두 은메달을 획득하여 우승 경험이 없다.